# Cootie Williams and His Orchestra
Cootie Williams and His Orchestra (auch Cootie Williams Orchestra, Cootie and His Savoy Orchestra und Cootie Williams und sein Orchester) war eine amerikanische Bigband, die der Trompeter Cootie Williams von Ende 1941 bis 1947 leitete. Sie spielte nach Ansicht von Gunther Schuller in den frühen 1940er Jahren eine wichtige Übergangsrolle zwischen Swing und Bebop. Aus ihr gingen später bekannte Jazzmusiker wie Bud Powell, Eddie „Lockjaw“ Davis, Kenny Kersey und Eddie „Cleanhead“ Vinson hervor.

## Geschichte der Band

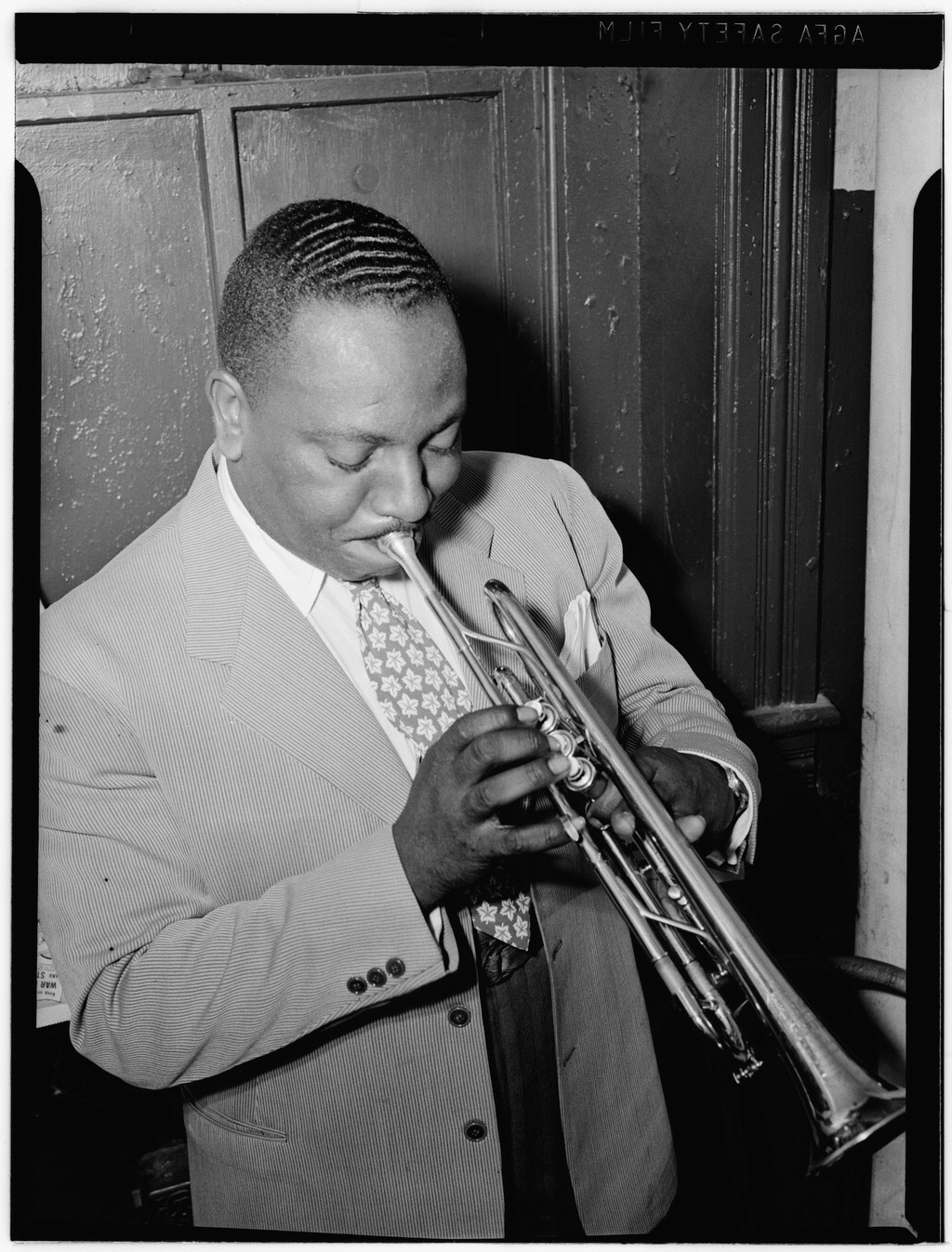
Cootie Williams. Fotografie von William P. Gottlieb, entstanden zwischen 1938 und 1948.

Nachdem Cootie Williams im Oktober 1940 das Duke Ellington Orchestra verlassen hatte, spielte er ein Jahr bei Benny Goodman. In dieser Phase machte der Trompeter am 7. Mai 1941 unter eigenem Namen in New York für Okeh Records Plattenaufnahmen in Septettbesetzung. Dabei entstanden die Titel West End Blues, G Men (Okeh 6370), Blues in My Condition und Ain’t Misbehavin’ (OKeh 6224); Mitwirkende waren Lou McGarity (Posaune), Les Robinson (Altsaxophon), Skippy Martin (Baritonsaxophon), Johnny Guarnieri (Piano), Artie Bernstein (Kontrabass) und Jo Jones (Schlagzeug). Ende des Jahres 1941 verließ Williams das Benny Goodman Orchestra (bzw. Quartet) und gründete eine eigene Bigband. Bandvokalist war der junge Saxophonist Eddie Vinson, der vorher mit Big Bill Broonzy und Lil Green in den Südstaaten getourt hatte. Mit seinem neuen Orchester nahm Williams schließlich am 1. April 1942 in Chicago für das Label Merritt Records den Titel Sleepy Valley auf. Die ebenfalls aufgenommenen Nummern Marcheta (mit Louis Bacon, Gesang), When My Baby Left Me (mit Eddie Vinson, Gesang) und die erste Einspielung von Thelonious Monks Komposition Epistrophy (unter dem Titel Fly Right) blieben zunächst unveröffentlicht.
In Cootie Williams’ Orchester spielten bei der Merritt-Session Milton Fraser, Joe Guy (Trompete), Louis Bacon (Trompete, Gesang), Jonas Walker, Bob Horton, Sandy Williams (Posaune), Charlie Holmes (Altsaxophon), Eddie „Cleanhead“ Vinson (Altsaxophon, Gesang), Bob Dorsey, Greely Walton (Tenorsaxophon), John Williams (Baritonsaxophon) Kenny Kersey (Piano), Norman Keenan (Bass) und Butch Ballard (Schlagzeug). Der zu dieser Zeit bestehende Recording ban verhinderte dann weitere Plattenaufnahmen; Mitte 1943 hatte Williams jedoch die Gelegenheit, mit seinem Orchester in dem Musik-Kurzfilm Vodvil der Columbia Pictures aufzutreten. Das Williams-Orchester spielte in dem Film – Stepptänzer begleitend – Let’s Keep on Jumping/Get Hep, Things Ain’t What They Used to Be und Giddap Mule (mit der Sängerin Laurel Watson).
Nach Ansicht von George T. Simon leitete Williams 1942 „eine am wenigsten bekannten, dafür aber überzeugendsten Swing-Bigbands. Es war eine hervorragende Formation, deren Musik mit allen Tempi in die Beine ging, mit Cooties unglaublicher Trompete, die in den Soli entsprechend glänzte. […] Unglücklicherweise hemmten zuerst der Aufnahmestopp und dann die Einberufung den Fortschritt der viel versprechenden Formation.“
Neu in Williams’ Orchester kamen nun der Trompeter Harold „Money“ Johnson, die Saxophonisten Eddie „Lockjaw“ Davis, Sam „The Man“ Taylor und George Treadwell, außerdem der Pianist Bud Powell und der Bassist Norman Keenan. Am 4. und 6. Januar 1944 konnte Williams eine Reihe von Titeln für das Label Hit einspielen; dies waren u. a. die Gesangsnummern Floogie Boo (Williams im Duett mit Vinson), Gotta Do Some War Work, Baby (Williams, Gesang) und Now I Know (mit Pearl Bailey, Gesang), außerdem die zu der Zeit populären Songs Sweet Lorraine, My Old Flame sowie die Ellington-Kompositionen Things Ain’t What They Used to Be, Echoes of Harlem und den Fats-Waller-Hit Honeysuckle Rose.
Erstmals in die US-Charts kam das Cootie Williams Orchestra am 29. April 1944 mit Tess’s Torch Song, ein von Pearl Bailey gesungenes Lied von Ted Koehler/Harold Arlen aus dem Filmmusical Up in Arms (1944, Regie Elliott Nugent), mit Danny Kaye; die Band gelang mit ihrer Version auf Position 19 (Die Version von Ella Mae Morse war erfolgreicher und gelangte auf #11). Einen weiteren Hit (#2 der R&B-Charts, #23 der Pop-Charts) hatte die Band Ende August 1944 mit Cherry Red Blues, einem Titel von Pete Johnson und Big Joe Turner (Hit 7084; mit Eddie Vinson, Gesang). Dieser kommerzielle Erfolg ermöglichte Eddie „Cleanhead“ Vinson einen Plattenvertrag bei Mercury Records und seine Solokarriere mit Hits wie Old Maid Boogie oder Kidney Stew Blues.

Cootie Williams & Orchestra - ’Round Midnight

Weitere Aufnahmen des Cootie Williams Orchestra folgten am 22. August 1944 für Hit/Majestic. Bud Powell konnte Williams überzeugen, die Thelonious-Monk-Komposition ’Round Midnight (die ursprünglich I Love You So hieß) in sein Repertoire aufzunehmen. Neben ’Round Midnight (für dessen Aufnahme sich Williams Co-Urheberrechte eintragen ließ) nahm man am 22. August auch die Gesangsnummern Somebody’s Gotta Go (#1 in den Race Records Charts 1945), Is You Is or Is You Ain’t My Baby (mit Eddie Vinson als Bandvokalisten) sowie die Instrumentalnummer Blue Garden Blues eigentlich der Royal Garden Blues (Clarence Williams).
Im Februar 1945 entstanden dann Rundfunkmitschnitte des Senders AFRS aus dem New Yorker Savoy Ballroom, in dem das Orchester eine Reihe von wöchentlichen Engagements hatte; bei Cootie Williams spielte dabei auch Charlie Parker (allerdings im Satzspiel und nicht als Solist), außerdem Harold „Money“ Johnson, George Treadwell, Sam „The Man“ Taylor, Leroy Kirkland und Carl Pruitt. Das Repertoire bestand aus Instrumentalnummern wie ’Round Midnight, Do Nothin’ till You Hear from Me, Don’t Blame Me, Perdido, schnellen, unkomplizierten Tanznummern wie Roll ’em, The Rhythm Is Jumpin’ und Seven Eleven sowie populären Gesangstiteln wie Saturday Night und I’m Beginning to See the Light, beide mit Tony Warren.
Der nächste Studiotermin fand am 29. Mai 1945 statt, diesmal für das junge Plattenlabel Capitol Records; dabei entstand die Bluesnummer Juice Head Baby (wieder mit Eddie Vinson, Gesang) und die Instrumentalnummer Salt Lake City Bounce, die auf den Akkordwechseln von Billy Strayhorns Take the “A” Train basierte, arrangiert von dem Posaunisten Ed Johnson. Bei der nächsten Studiosession am 19. Juli 1945 kam Bill Doggett als Arrangeur hinzu; dabei nahm Cootie Williams die Nummern Mood for Coot, House of Joy, Everything But You und die Bluesnummer When My Baby Left Me auf. Insgesamt nahm Williams mit seiner Bigband 1945/46 für Capitol 26 Titel auf.
Im Januar 1946 spielte Cootie Williams and His Orchestra im New Yorker Zanzibar Club; dabei entstanden auch Rundfunkmitschnitte. Mit in der Band war kurz die Trompeter Gene Redd und Lammar Wright. Reguläre Plattenaufnahmen fanden dann am 29. Januar statt; Bandvokalist war dabei neben Bob Merrill (Stingy Blues) der Songwriter Johnny Mercer im Titel She Shoulda Flip'd When He Flop’d; der Song blieb aber seinerzeit unveröffentlicht.
Am 5. Juli 1946 ging Cootie Williams mit seinem Orchester erneut ins Studio; aufgenommen wurden dabei die Vokalnummer Wrong Neighborhood, Piney Brown’s Gone und I May Be Easy but I’m No Fool (alle gesungen von Bob Merrill, der Eddie Vinson nachfolgte), Let’s Do the Whole Thing or Nothing at All (gesungen vom Bandleader) sowie die Instrumentalnummer Vibraphobia, mit Gene Redd am Vibraphon.
1946/47 suchte Cootie Williams mit seinem Repertoire verstärkt den kommerziellen Erfolg, um das Orchester zu erhalten, und wandte sich vermehrt dem populären Rhythm & Blues zu. Bei den Sessions für Capitol (11. September 1946), Majestic (Anfang und Mitte 1947) und Mercury Records (ab Dezember 1947) entstanden neben Jazztiteln wie I Can’t Get Started und Rhapsody in Blue daher auch eine Reihe von Vokalnummern, meist Novelty Songs wie Ooh-La-La oder Balladen wie I Want to Be Loved (But Only by You).
1948 musste Cootie Williams sein Orchester aus ökonomischen Gründen aufgeben; mit verkleinertem Ensemble wandte er sich ganz dem aktuellen Rhythm & Blues zu; Aufnahmen im Septett-Format entstanden 1948/49 für Mercury mit Bob Merrill, Rupert Cole, Willis Jackson, Lester Fauntleroy (Piano), Leonard Swain (Bass) und Gus Johnson. Erst 1958 stellte er für Plattenaufnahmen für RCA Victor wieder eine eigene Bigband-Formation zusammen, mit Solisten wie Billy Byers, Bobby Byrne, Lou McGarity, Phil Bodner, Romeo Penque und einer Rhythmusgruppe aus Lou Stein, George Barnes, Eddie Safranski und Don Lamond.

## Rezeption und Bedeutung

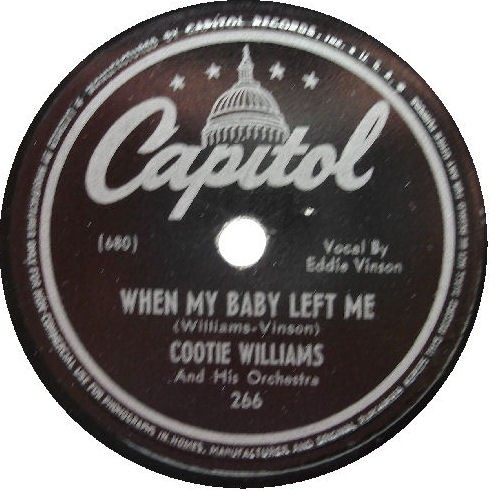
78er von Cootie Williams: When My Baby Left Me (Capitol). Cootie Williams nahm die Gesangsnummer am 19. Juli 1945 auf; Sänger war Eddie Vinson.

Die Bedeutung des Cootie Williams Orchesters lag nach Ansicht von Gunther Schuller auch darin, jungen Musikern (häufig mit der Orientierung zum entstehenden Bebop hin) eine Startmöglichkeit zu geben, die sie in etablierten Bands damals nicht finden konnten. Dies waren u. a. Bud Powell, Ken Kersey, Eddie Vinson, Sam The Man Taylor, Joe Guy, George Threadwell und Gene Redd. Williams’ Verdienst war es auch, zwei Kompositionen des bis dato unbekannten Komponisten und Pianisten Thelonious Monk aufzunehmen und bekannt zu machen, Epistrophy und ’Round Midnicht.
Für AllMusic sind es zwei Aufnahmen vom April 1942, die „sinnbildlich für den stilistischen Aufbruch“, der sich in dieser Phase rapide unter den afroamerikanischen Musikern vollzog. Mit When My Baby Left Me etablierte sich Cleanhead Vinson als ein Vokalist des modernen Bluesgesangs. Gleichzeitig bot das Cootie Williams Orchestra mit Epistrophy etwas, was außer Frage eines der fortgeschrittensten Musikstücke der Zeit war. Zu Williams’ herausragenden Stücke, die in der Phase zwischen 1945 und 1946 entstanden sind (also schon in seiner Orientierung zum R&B hin), gehören Juice Head Baby, Jumping to Conclusions und Echoes of Harlem. In der letzten Phase des Orchesters, die in Williams’ R&B-Ensembles von 1948/49 mündet, haben vor allem die Vokalisten (Bob Merrill, Billy Matthews und Eddie Mack) eine hervorgehobene Rolle. Die R&B- und Jump Blues orientierten Aufnahmen dieser Phase (stilistisch nahe bei Louis Jordan und Wynonie Harris) waren in den Nachtclubs und Jukeboxen erfolgreich. Inflation Blues nimmt das Thema von Let the Good Times Roll vorweg; Nummern wie Save the Bones for Henry Jones, Should O’ Been Thinking Instead of Drinkin, Gator Tail und Doin’ the Gator Tail sind Mixturen aus Novelty-Songtexten und R&B-Instrumentalnummern. Daneben bringt Williams auch einige Balladen ein, wie I Can’t Get Started und I Want to Be Loved sowie Orchester-Titel in der Ellington-Tradition wie Rhapsody in Bass und Sound Track.
der Jazzhistoriker George T. Simon sieht in Cootie Williams’ Hinwendung zum R&B einen künstlerischen Abstieg; schließlich sei Cooties Gesang wenig überzeugend gewesen; die Musik dieser Zeit besitze „einen unangenehmen, übertrieben kommerziellen Anspruch.“ Doch war Williams „zu begabt und für einen Musiker zu ehrlich, um sich auf diese Art von Musik zu beschränken, [und] organisierte […] bald wieder eine gute kleine Jazzgruppe […]“.

## Diskografische Hinweise

### Schellackplatten und Singles (1941–1950)
| Titel A-Seite                                  | Titel B-Seite                               | Label, Nummer            | VÖ   | Bemerkungen                                                                    |
| ---------------------------------------------- | ------------------------------------------- | ------------------------ | ---- | ------------------------------------------------------------------------------ |
| Ain’t Misbehavin'                              | Blues in My Condition                       | Okeh 6224                | 1941 |                                                                                |
| West End Blues                                 | G-Men                                       | Okeh 6370                | 1941 |                                                                                |
| Sleepy Valley                                  | Solitude                                    | Merritt 8                | 1942 | Der Titel auf der B-Seite der 78er stammt von Louis Armstrong.                 |
| Now I Know                                     | Tess’s Torch Song                           | The Hit Record 7075      | 1944 |                                                                                |
| Cherry Red Blues                               | Things Ain’t What They Used to Be           | The Hit Record 7084      | 1944 |                                                                                |
| Is You Is, Or Is You Aint                      | Blue Garden Blues                           | The Hit Record 7108      | 1944 |                                                                                |
| I Didn’t Kmow                                  | ?                                           | The Hit Records 8090     | 1944 |                                                                                |
| Talk a Little Trash (I’ll Spend a Little Cash) | Floogie Boo                                 | The Hit Record 8089      | 1944 |                                                                                |
| My Old Flame                                   | Echoes of Harlem                            | The Hit Record 8087      | 1944 |                                                                                |
| Sweet Lorraine                                 | Honeysuckle Rose                            | The Hit Record 8088      | 1944 |                                                                                |
| Is You is or Is You Ain’t My Baby              | Blue Garden Blues                           | The Hit Record 7108      | 1944 |                                                                                |
| Somebody’s Gotta Go                            | ’Round Midnight                             | The Hit Record 7119      | 1944 |                                                                                |
| Cherry Red                                     | Things Ain’t What They Used to Be           | Majestic 7084            | 1944 |                                                                                |
| Somebody’s Gotta Go                            | 'Round Midnight                             | Majestic 7119            | 1944 |                                                                                |
| Saturday Night                                 | I’m Beginning to See the Light              | Hit 7131 / Majestic 7131 | 1945 |                                                                                |
| House of Joy                                   | Everything But You                          | Capitol Records 215      | 1945 |                                                                                |
| When My Baby Left Me                           | Echoes of Harlem                            | Capitol Records 266      | 1946 |                                                                                |
| Juice Head Baby                                | Salt Lake City Bounce                       | Capitol Records 237      | 1946 |                                                                                |
| I May Be Easy, But I’m No Fool                 | Ain’t Got Not Blues Today                   | Capitol Records 314      | 1946 |                                                                                |
| West End Blues                                 | Peanuts from Heaven/Chicken Rhythm          | V-Disc 704               | 1946 | Die Titel der B-Seite stammen vom Fletcher Henderson Orchestra / Slim Gaillard |
| Somebody’s Gotta Go                            | Blue Garden Blues                           | Majestic 7148            | 1946 |                                                                                |
| Resolution Blues                               | I Want to Cry                               | Mercury 8082             | 1948 | mit Dinah Washington                                                           |
| Stingy Blues                                   | Bring 'Em Down Front                        | Capitol Records 15164    | 1948 |                                                                                |
| You Got to Pay Those Dues                      | Mercenary Papa                              | Mercury 8168             | 1949 |                                                                                |
| Blue Rêverie                                   | I Can’t Believe That You’re in Love with Me | Swing SW.359             | 1950 |                                                                                |

### Alben (Veröffentlichungen zu Lebzeiten)
- Cootie Williams’ Savoy Ballroom Orchestra (Vic, 1957), mit Rupert Cole (as) George Clarke (ts) Leroy Lovett (p) Larry Dale (g,vcl) Ed Frazier (b) Lester Jenkins (d) Wini Brown (vcl)
- Cootie Williams in Hi-Fi (RCA, 1958), mit Billy Byers, Bobby Byrne, Lou McGarity (tb) Dick Hixson (b-tb) Phil Bodner, Elwyn Fraser, Nick Caiazza, Romeo Penque, Boomie Richman (saxes) Lou Stein (p) George Barnes (g) Eddie Safranski (b) Don Lamond (d), Hank Jones (p) Tony Mottola (g) replace Lou Stein, George Barnes

### Kompilationen
- Cootie Williams and His Orchestra 1941–1944 (Classics, ed. 1995)[17]
- Cootie Williams and His Orchestra 1945–1946[18]
- Cootie Williams and His Orchestra 1946–1949 (Classics, ed. 2000)[19]